# 볼츠만 운송 방정식

미시적 역학에서 거시적 연속체 역학으로의 모델 환원의 계단에서 볼츠만 운동 방정식의 위치 (책 내용에 대한 도해)

볼츠만 방정식 또는 볼츠만 수송 방정식(Boltzmann transport equation, BTE)은 평형 상태에 있지 않은 열역학 시스템의 통계적 거동을 설명하며, 1872년 루트비히 볼츠만이 고안했다. 이러한 시스템의 전형적인 예는 공간에 온도 기울기가 있는 한 유체를 구성하는 입자의 무작위적이지만 편향된 수송으로 인해  열이 더 뜨거운 영역에서 더 차가운 곳으로 흐르게 하는 유체이다. 현대 문헌에서 볼츠만 방정식이라는 용어는 에너지, 전하 또는 입자 수와 같은 열역학 시스템에서 거시적인 양의 변화를 설명하는 모든 운동 방정식을 지칭하는 보다 일반적인 의미로 자주 사용된다.
이 방정식은 유체 내 각 입자의 개별적 위치와 운동량을 분석하는 것이 아니라 일반적인 입자의 위치와 운동량에 대한 확률 분포, 즉 입자가 주어진 위치 {\displaystyle \mathbf {r} }을 중심으로 한 매우 작은 공간 영역(수학적으로 부피 요소(volume element) {\displaystyle d^{3}\mathbf {r} })을 차지할 확률, 그리고, 어떤 순간에서, 주어진 운동량 벡터 {\displaystyle \mathbf {p} }(따라서 운동량 공간(momentum space)의 매우 작은 영역을 차지하는)와 거의 동일한 운동량을 갖는다.
볼츠만 방정식은 한 유체가 운송 중일 때 열 에너지와 운동량과 같은 물리량이 어떻게 변하는지를 알아내는 데 사용될 수 있다. 또한 점성, 열전도도, 전기 전도도 등 유체의 다른 특성(물질의 전하 운반체를 기체로 취급하여)을 도출할 수도 있다. 대류-확산 방정식(convection–diffusion equation)도 참조.
이 방정식은 비선형 적분-미분 방정식이며, 방정식의 미지 함수는 입자의 위치와 운동량에 대한 6차원 공간에서의 확률 밀도 함수이다. 해의 존재 및 고유성의 문제는 아직 완전히 해결되지 않았지만, 최근 몇 가지 결과들은 상당히 희망적이다.

## 개요

### 위상 공간 및 밀도 함수
가능한 모든 위치 r과 운동량 p의 집합을 시스템의 위상 공간이라고 한다. 즉, 각 위치 좌표 x, y, z에 대한 세 개의 좌표 집합과 각 운동량 성분 px, py, pz에 대한 세 개의 좌표 집합이 있다. 전체 공간은 6차원이다. 이 공간의 한 점은 (r, p) = (x, y, z, px, py, pz) 이고 또한 각 좌표는 시간 t로 매개변수화된다. 관련된 미분 요소를 쓰면
{\displaystyle d^{3}\mathbf {r} \,d^{3}\mathbf {p} =dx\,dy\,dz\,dp_{x}\,dp_{y}\,dp_{z}.}
{\displaystyle d^{3}\mathbf {r} \,d^{3}\mathbf {p} } 내에서 r과 p를 갖는 모든 N 분자의 확률이 문제이므로, 방정식의 중심에는 단위 위상 공간 부피당 확률, 또는 단위 운동량 세제곱당 단위 길이 세제곱당 확률을, 시간 t의 순간에, 제공하는 양 f가 있다. 이것은 다음과 같이 정의되는 확률 밀도 함수 f(r, p, t)로서,
{\displaystyle dN=f(\mathbf {r} ,\mathbf {p} ,t)\,d^{3}\mathbf {r} \,d^{3}\mathbf {p} } 은 시간 t에, 부피 요소 {\displaystyle d^{3}\mathbf {r} } 내에서 r에 대해서 위치를 갖고 또한 운동량 공간 요소 {\displaystyle d^{3}\mathbf {p} }내에서 p에 대해서 운동량을 갖는 모든 분자들의 수이다. 위치 공간과 운동량 공간의 영역을 적분하면 해당 영역에 위치 및 운동량을 가진 입자들의 총 개수가 나온다:
{\displaystyle {\begin{aligned}N&=\int \limits _{\mathrm {momenta} }d^{3}\mathbf {p} \int \limits _{\mathrm {positions} }d^{3}\mathbf {r} \,f(\mathbf {r} ,\mathbf {p} ,t)\\[5pt]&=\iiint \limits _{\mathrm {momenta} }\quad \iiint \limits _{\mathrm {positions} }f(x,y,z,p_{x},p_{y},p_{z},t)\,dx\,dy\,dz\,dp_{x}\,dp_{y}\,dp_{z}\end{aligned}},}
이것은 6중 적분이다. f는 여러 입자와 연관되어 있지만, 위상 공간은 하나의 입자(일반적으로 결정론적 다체(many-body) 시스템의 경우처럼 모든 입자가 아닌)에 대한 것으로, 단 하나의 r과 p만 문제가 되기 때문이다. 입자 1에 대해 r1, p1, 입자 2에 대해 r2, p2 등, 입자 N 에 대해 rN, pN까지 사용하는 것은 분석의 일부가 아니다.
시스템의 입자가 동일하다고 가정한다 (따라서 각각 동일한 질량 m을 가짐). 두 가지 이상의 화학종이 혼합된 경우, 각각에 대해 하나의 분포가 필요하다 (아래 참조).

### 주 표현식
일반 방정식은 다음과 같이 쓸 수 있다:
{\displaystyle {\frac {df}{dt}}=\left({\frac {\partial f}{\partial t}}\right)_{\text{force}}+\left({\frac {\partial f}{\partial t}}\right)_{\text{diff}}+\left({\frac {\partial f}{\partial t}}\right)_{\text{coll}},}
여기서 “force” 항은 입자 자체가 아닌 외부 영향에 의해 입자에 가해지는 힘에 해당하고, “diff” 항은 입자의 확산을 나타내며, “coll"은 충돌 항으로, 충돌 시 입자 간에 작용하는 힘을 설명한다. 오른쪽의 각 용어에 대한 표현식은 다음과 같다.
일부 저자는 운동량 p대신 입자 속도 v를 사용하기도 하는데, 이는 운동량의 정의에서 p = mv로 연관되어 있다는 것에 유의한다.

## 힘과 확산 항
f 로 기술되는 입자들이 각각 다른 입자에 의한 것이 아닌 외부적 힘 F를 받는다고 고려한다 (후자의 처리에 대해서는 충돌 용어 참조).
시간 t에 몇 개의 입자들이 모두 요소 {\displaystyle d^{3}\mathbf {r} } 내에 위치 r 그리고 {\displaystyle d^{3}\mathbf {p} } 내에 p를 갖는다고 가정한다. 만일 힘 F가 각 입자에 즉시 작용하면, 다음 시간 t + Δt에 그들의 위치는 {\displaystyle \mathbf {r} +\Delta \mathbf {r} =\mathbf {r} +{\frac {\mathbf {p} }{m}}\,\Delta t}, 또한 운동량은  p + Δp = p + FΔt일 것이다. 그러면 충돌이 없는 경우에는 f는 다음을 만족해야 한다:
{\displaystyle f\left(\mathbf {r} +{\frac {\mathbf {p} }{m}}\,\Delta t,\mathbf {p} +\mathbf {F} \,\Delta t,t+\Delta t\right)\,d^{3}\mathbf {r} \,d^{3}\mathbf {p} =f(\mathbf {r} ,\mathbf {p} ,t)\,d^{3}\mathbf {r} \,d^{3}\mathbf {p} .}
위상 공간 부피 요소 {\displaystyle d^{3}\mathbf {r} \,d^{3}\mathbf {p} }는 상수이고, 그것은 해밀턴 방정식을 사용하여 나타낼 수 있는 것을 유의한다 (리우빌의 정리 아래의 논의 참조). 그렇지만, 충돌이 발생하기 때문에, 위상 공간 부피 {\displaystyle d^{3}\mathbf {r} \,d^{3}\mathbf {p} }의 입자 밀도가 변하고, 그래서
| {\displaystyle {\begin{aligned}dN_{\mathrm {coll} }&=\left({\frac {\partial f}{\partial t}}\right)_{\mathrm {coll} }\Delta t\,d^{3}\mathbf {r} \,d^{3}\mathbf {p} \\[5pt]&=f\left(\mathbf {r} +{\frac {\mathbf {p} }{m}}\Delta t,\mathbf {p} +\mathbf {F} \Delta t,t+\Delta t\right)d^{3}\mathbf {r} \,d^{3}\mathbf {p} -f(\mathbf {r} ,\mathbf {p} ,t)\,d^{3}\mathbf {r} \,d^{3}\mathbf {p} \\[5pt]&=\Delta f\,d^{3}\mathbf {r} \,d^{3}\mathbf {p} \end{aligned}},} | \| \| \| \| \| \| \| \| | (1) |
| |                         |     |
| |                         |     |

여기서 Δf는 f의 총 변화이다. (1) 을 {\displaystyle d^{3}\mathbf {r} \,d^{3}\mathbf {p} \,\Delta t}로 나누고 Δt → 0과 Δf → 0로 극한을 취하면 우리는 다음을 갖는다:
| {\displaystyle {\frac {df}{dt}}=\left({\frac {\partial f}{\partial t}}\right)_{\mathrm {coll} }} | \| \| \| \| \| \| \| \| | (2) |
|                                                                                                  |                         |     |
|                                                                                                  |                         |     |

f의 총 미분은 다음과 같다:
| {\displaystyle {\begin{aligned}df&={\frac {\partial f}{\partial t}}\,dt+\left({\frac {\partial f}{\partial x}}\,dx+{\frac {\partial f}{\partial y}}\,dy+{\frac {\partial f}{\partial z}}\,dz\right)+\left({\frac {\partial f}{\partial p_{x}}}\,dp_{x}+{\frac {\partial f}{\partial p_{y}}}\,dp_{y}+{\frac {\partial f}{\partial p_{z}}}\,dp_{z}\right)\\[5pt]&={\frac {\partial f}{\partial t}}dt+\nabla f\cdot d\mathbf {r} +{\frac {\partial f}{\partial \mathbf {p} }}\cdot d\mathbf {p} \\[5pt]&={\frac {\partial f}{\partial t}}dt+\nabla f\cdot {\frac {\mathbf {p} }{m}}dt+{\frac {\partial f}{\partial \mathbf {p} }}\cdot \mathbf {F} \,dt\end{aligned}},} | \| \| \| \| \| \| \| \| | (3) |
| |                         |     |
| |                         |     |

여기서 ∇은 기울기 연산자이고, ·은 스칼라곱이고,
{\displaystyle {\frac {\partial f}{\partial \mathbf {p} }}=\mathbf {\hat {e}} _{x}{\frac {\partial f}{\partial p_{x}}}+\mathbf {\hat {e}} _{y}{\frac {\partial f}{\partial p_{y}}}+\mathbf {\hat {e}} _{z}{\frac {\partial f}{\partial p_{z}}}=\nabla _{\mathbf {p} }f}는 ∇ 의 운동량 아날로그의 단축형이고, 또한 êx, êy, êz는 데카르트 좌표계 단위 벡터들이다.

### 최종 표현식
(3)을 dt로 나누고 (2)로 대입하면 다음과 같이 된다:
{\displaystyle {\frac {\partial f}{\partial t}}+{\frac {\mathbf {p} }{m}}\cdot \nabla f+\mathbf {F} \cdot {\frac {\partial f}{\partial \mathbf {p} }}=\left({\frac {\partial f}{\partial t}}\right)_{\mathrm {coll} }.}
이 맥락에서, F(r, t)는 유체 내 입자에 작용하는 역장이고, m은 입자의 질량이다. 오른쪽에 있는 항은 입자 간의 충돌 효과를 설명하기 위해 추가되며, 만일 영이면 입자들은 충돌하지 않는다. 개별 충돌이 쿨롱 상호작용과 같은 장거리 집합 상호작용으로 대체되는 무충돌 볼츠만 방정식은 종종 블라소프 방정식(Vlasov equation)이라고 불린다.
이 방정식은 위의 주 방정식보다 더 유용하지만, f의 충돌 항을 알지 못하면 f를 풀 수 없기 때문에 여전히 불완전하다. 이 항은 다른 항만큼 쉽거나 일반적으로 찾을 수 없으며, 입자 충돌을 나타내는 통계적 항으로, 입자가 따르는 맥스웰-볼츠만, 페르미-디랙 또는 보스-아인슈타인 분포와 같은 통계에 대한 지식을 필요로 한다.

## 충돌 항(슈토스잘안자츠)과 분자 혼돈

### 이체 충돌 항
볼츠만이 적용한 핵심 통찰력은 충돌 전에는 서로 상관관계가 없다고 가정한 입자 간의 이체 충돌에서만 발생하는 충돌 항을 결정하는 것이다. 이 가정을 볼츠만은 “슈토스잘안자츠(Stosszahlansatz)” 라고 불렀으며 또한 “분자 혼돈(molecular chaos) 가정”이라고도 한다. 이 가정 하에서 충돌 항은 다음과 같이 일-입자 분포 함수의 곱에 대한 운동량-공간 적분으로 쓸 수 있다:
{\displaystyle \left({\frac {\partial f}{\partial t}}\right)_{\text{coll}}=\iint gI(g,\Omega )[f(\mathbf {r} ,\mathbf {p'} _{A},t)f(\mathbf {r} ,\mathbf {p'} _{B},t)-f(\mathbf {r} ,\mathbf {p} _{A},t)f(\mathbf {r} ,\mathbf {p} _{B},t)]\,d\Omega \,d^{3}\mathbf {p} _{B},}
여기서 pA와  pB는 충돌 전 두 입자(편의상 A와 B로 표시)의 운동량이고, p′A와 p′B는 충돌 후 운동량이다:
{\displaystyle g=|\mathbf {p} _{B}-\mathbf {p} _{A}|=|\mathbf {p'} _{B}-\mathbf {p'} _{A}|.}
이것은 상대 운동량의 크기이다 (이 개념에 대한 자세한 내용은 상대 속도를 참조). 또한 I(g, Ω)는 충돌의 미분 단면적인데, 여기서 충돌하는 입자의 상대 운동량이 충돌로 인해 각도 θ를 통해 입체각 dΩ의 요소로 변한다.

### 충돌 항에 대한 단순화
볼츠만 방정식을 푸는 데 있어 많은 어려움이 복잡한 충돌 항에서 비롯되기 때문에, 충돌 항을 “모델링”하고 단순화하려는 시도가 있어 왔다. 가장 잘 알려진 모형 방정식은 바트나가르Bhatnagar, 그로스Gross 및 크룩Krook 에 의한 것(BGK 근사법)이다. BGK 근사법에서의 가정은 분자 충돌의 효과는 물리적 공간의 한 지점에서 비평형 분포 함수를 강제로 맥스웰 평형 분포 함수로 되돌리는 것이며 또한 이러한 현상이 발생하는 속도는 분자 충돌 주파수에 비례한다는 것이다. 따라서 볼츠만 방정식은 BGK 형식으로 더음과 같이 수정된다:
{\displaystyle {\frac {\partial f}{\partial t}}+{\frac {\mathbf {p} }{m}}\cdot \nabla f+\mathbf {F} \cdot {\frac {\partial f}{\partial \mathbf {p} }}=\nu (f_{0}-f),}
여기서 {\displaystyle \nu } 는 분자 충돌 주파수이고, 또한 {\displaystyle f_{0}}는 공간의 이 지점에서 기체 온도가 주어진 국소적 맥스웰적 분포 함수이다. 이것은 또한 “이완 시간 근사(relaxation time approximation)”라고도 불린다.

## 일반 방정식 (혼합물의 경우)
지수 i = 1, 2, 3, ..., n으로 표시된 화학종의 혼합물의 경우 종 i에 대한 방정식은
{\displaystyle {\frac {\partial f_{i}}{\partial t}}+{\frac {\mathbf {p} _{i}}{m_{i}}}\cdot \nabla f_{i}+\mathbf {F} \cdot {\frac {\partial f_{i}}{\partial \mathbf {p} _{i}}}=\left({\frac {\partial f_{i}}{\partial t}}\right)_{\text{coll}},}
여기서 fi = fi(r, pi, t), 그리고 충돌 항은
{\displaystyle \left({\frac {\partial f_{i}}{\partial t}}\right)_{\mathrm {coll} }=\sum _{j=1}^{n}\iint g_{ij}I_{ij}(g_{ij},\Omega )[f'_{i}f'_{j}-f_{i}f_{j}]\,d\Omega \,d^{3}\mathbf {p'} ,}
여기서 f′ = f′(p′i, t), 상대 운동량의 크기는
{\displaystyle g_{ij}=|\mathbf {p} _{i}-\mathbf {p} _{j}|=|\mathbf {p} '_{i}-\mathbf {p} '_{j}|,}
그리고 Iij는, 전과 같이, 입자 i와 j 사이의 미분 단면이다. 적분은 피적분함수(i와 j로 표시됨)에서 운동량 성분들의 대해 이루어진다. 적분의 합은 위상-공간 요소 안팎으로 i종의 입자들이 들어오고 나가는 것을 기술한다.

## 적용과 확장

### 보존 방정식
볼츠만 방정식은 질량, 전하, 운동량 및 에너지에 대한 유체 역학 보존 법칙을 도출하는 데 사용될 수 있다.:163 한 종류의 입자로만 구성된 유체의 경우, 개수밀도 n은 다음과 같이 주어진다: {\displaystyle n=\int f\,d^{3}\mathbf {p} .}
어떤 함수 A의 평균값은 다음과 같다
{\displaystyle \langle A\rangle ={\frac {1}{n}}\int Af\,d^{3}\mathbf {p} .}
보존 방정식에는 텐서가 포함되므로, 곱에서 반복되는 지수는 해당 지수에 대한 합계를 나타내는 아인슈타인 합산 규칙이 사용된다. 그래서 {\displaystyle \mathbf {x} \mapsto x_{i}} 또한 {\displaystyle \mathbf {p} \mapsto p_{i}=mv_{i}}이며, 여기서 {\displaystyle v_{i}}는 입자 속도 벡터이다. {\displaystyle A(p_{i})}를 충돌에서 총 값이 보존되는 운동량 {\displaystyle p_{i}}만의 어떤 함수로 정의한다. 또한 힘 {\displaystyle F_{i}}는 위치의 함수이고, {\displaystyle p_{i}\to \pm \infty }에 대해 f는 영이라고 가정한다. 볼츠만 방정식에 A를 곱하고 운동량에 대해 적분하면 네 개의 항을 산출하며, 부분 적분을 사용하면 다음과 같이 표현될 수 있다
{\displaystyle \int A{\frac {\partial f}{\partial t}}\,d^{3}\mathbf {p} ={\frac {\partial }{\partial t}}(n\langle A\rangle ),}
{\displaystyle \int {\frac {p_{j}A}{m}}{\frac {\partial f}{\partial x_{j}}}\,d^{3}\mathbf {p} ={\frac {1}{m}}{\frac {\partial }{\partial x_{j}}}(n\langle Ap_{j}\rangle ),}
{\displaystyle \int AF_{j}{\frac {\partial f}{\partial p_{j}}}\,d^{3}\mathbf {p} =-nF_{j}\left\langle {\frac {\partial A}{\partial p_{j}}}\right\rangle ,}
{\displaystyle \int A\left({\frac {\partial f}{\partial t}}\right)_{\text{coll}}\,d^{3}\mathbf {p} ={\frac {\partial }{\partial t}}_{\text{coll}}(n\langle A\rangle )=0,}
여기서 A는 충돌에서 보존되기 때문에, 마지막 항은 영이다. A의 값은 속도 {\displaystyle v_{i}} (그리고 운동량 {\displaystyle p_{i}}, 왜냐하면 그것들은 선형 독립이기 때문이다)의 모멘트에 해당한다 .

#### 영차 모멘트
입자의 질량인 {\displaystyle A=m(v_{i})^{0}=m}이라고 하면, 통합 볼츠만 방정식은 다음과 같은 질량 보존 방정식이 된다::12,168.
{\frac {\partial }{\partial t}}\rho +{\frac {\partial }{\partial x_{j}}}(\rho V_{j})=0,
여기서 {\displaystyle \rho =mn}는 질량 밀도이고, {\displaystyle V_{i}=\langle v_{i}\rangle }는 평균 유체 속도이다.

#### 일차 모멘트
{\displaystyle A=m(v_{i})^{1}=p_{i}}, 입자의 운동량으로 하면, 통합된 볼츠만 방정식은 운동량 보존 방정식이 된다::15,169
{\frac {\partial }{\partial t}}(\rho V_{i})+{\frac {\partial }{\partial x_{j}}}(\rho V_{i}V_{j}+P_{ij})-nF_{i}=0,
여기서 {\displaystyle P_{ij}=\rho \langle (v_{i}-V_{i})(v_{j}-V_{j})\rangle }는 압력 텐서(점성 응력 텐서(viscous stress tensor)에 정수압 압력을 더함)이다.

#### 이차 모멘트
입자의 운동 에너지인 {\displaystyle A={\frac {m(v_{i})^{2}}{2}}={\frac {p_{i}p_{i}}{2m}}}로 하면, 통합 볼츠만 방정식은 에너지 보존 방정식이 된다::19,169.
{\displaystyle {\frac {\partial }{\partial t}}\left(u+{\tfrac {1}{2}}\rho V_{i}V_{i}\right)+{\frac {\partial }{\partial x_{j}}}\left(uV_{j}+{\tfrac {1}{2}}\rho V_{i}V_{i}V_{j}+J_{qj}+P_{ij}V_{i}\right)-nF_{i}V_{i}=0,}
여기서 u={\tfrac {1}{2}}\rho \langle (v_{i}-V_{i})(v_{i}-V_{i})\rangle 는 운동 열 에너지 밀도이며, 또한 {\textstyle J_{qi}={\tfrac {1}{2}}\rho \langle (v_{i}-V_{i})(v_{k}-V_{k})(v_{k}-V_{k})\rangle }는 열 플럭스 벡터이다.

### 해밀턴 역학
해밀턴 역학에서 볼츠만 방정식은 다음으로 경우가 더 일반적으로 많다. {\displaystyle {\hat {\mathbf {L} }}[f]=\mathbf {C} [f],} 여기서 L은 위상 공간 부피의 진화를 기술하는 리우빌 연산자(Liouville operator)(여기에 정의된 리우빌 연산자와 링크된 기사에 정의된 연산자 사이에는 모순된 정의가 있다) 그리고 C는 충돌 연산자이다. L의 비-상대론적 형식은 {\displaystyle {\hat {\mathbf {L} }}_{\mathrm {NR} }={\frac {\partial }{\partial t}}+{\frac {\mathbf {p} }{m}}\cdot \nabla +\mathbf {F} \cdot {\frac {\partial }{\partial \mathbf {p} }}\,.}

### 양자 이론과 입자 수 보존의 위반
충돌에서 입자 수가 보존되지 않는 상대론적 양자계에 대해 상대론적 양자 볼츠만 방정식(quantum Boltzmann equation)을 쓰는 것이 가능하다. 이것은 물리 우주론에서 여러 가지 응용이 있다, 대폭발 핵합성에서 빛 원소의 형성, 암흑 물질의 생성 및 중입자 생성을 포함하여. 양자계의 상태가 고전적인 위상 공간 밀도 f 로 특성화될 수 있다는 것은 선험적으로 명확하지는 않다. 그러나 광범위한 응용 분야에서 양자장론의 제1원리로부터 유도할 수 있는 효과적인 볼츠만 방정식의 해인 f 의 잘 정의된 일반화가 존재한다.

### 일반 상대성이론과 천문학
볼츠만 방정식은 은하 역학에서 사용된다. 은하는, 특정한 가정 하에, 연속적인 유체로 근사화될 수 있다; 은하의 질량 분포는 그러면 f로써 표시된다; 은하에서, 별들 간의 물리적 충돌은 매우 드물어서, 중력적 충돌 의 영향는 우주의 나이보다 훨씬 더 오랜 시간 동안 무시될 수 있다.
일반 상대성이론에서의 일반화는
{\displaystyle {\hat {\mathbf {L} }}_{\mathrm {GR} }[f]=p^{\alpha }{\frac {\partial f}{\partial x^{\alpha }}}-\Gamma ^{\alpha }{}_{\beta \gamma }p^{\beta }p^{\gamma }{\frac {\partial f}{\partial p^{\alpha }}}=C[f],} 여기서 Γαβγ는 두 번째 종류의 크리스토펠 기호(이것은 외력이 없어서, 입자들은 충돌이 없는 채로 측지선을 따라 이동한다고 가정한다)로, 이것은 밀도가 완전 반변 (xi, pi) 위상 공간에 대치되는 혼합 반변-공변 (xi, pi) 위상 공간에서의 함수라는 중요한 미묘함과 함께 한다.
물리 우주론에서 완전한 공변량 접근법은 우주 마이크로파 배경 복사를 연구하는 데 사용되어 왔다. 보다 일반적으로 초기 우주의 과정을 연구할 때 양자역학과 일반 상대성이론의 영향을 고려하는 경우가 많다. 빅뱅 후 원시 플라스마에 의해 형성된 매우 조밀한 매체에서 입자는 지속적으로 생성되고 소멸된다. 이러한 환경에서는  양자 결맞음과 파동함수의 공간적 확장이 동역학에 영향을 미칠 수 있으므로, 볼츠만 방정식에 나타나는 고전적 위상 공간 분포 f가 시스템을 설명하는 데 적합 여부에는 의문이 제기된다. 하지만, 많은 경우에서 양자장론의 제1원리로부터 일반화된 분포 함수에 대한 효과적인 볼츠만 방정식을 도출하는 것이 가능하다. 이것은 대폭발 핵합성에서 빛 원소의 형성, 암흑 물질의 생성 및 중입자 생성 등을 포함된다.

## 방정식 풀기
볼츠만 방정식에 대한 정확한 해가 존재하는 것으로 입증된 경우도 있었다; 이 분석적 접근법은 통찰력을 제공하지만, 일반적으로 실제 문제들에 사용할 수 없다.
대신에, 수치적 방법(numerical methods)(유한요소 및 격자 볼츠만 방법(lattice Boltzmann methods) 포함하는)들이 다양한 형태의 볼츠만 방정식에 대한 근사 해를 구하는 데에 일반적으로 사용된다. 예시적 응용들은 희박한 기체 흐름 내의 극초음속 공기역학에서부터 플라스마 흐름까지에 이른다. 전기 역학에서 볼츠만 방정식의 한 응용은 전기 전도도의 계산이다 - 그 결과는 반고전적 결과와 선행 차수에서 동일하다.
국소적 평형(local equilibrium)에 가까운 볼츠만 방정식의 해는 크누센 수(채프먼-엔스코그 확장(Chapman–Enskog expansion))의 거듭제곱의 점근적 확장(asymptotic expansion)으로 나타낼 수 있다. 이 확장의 처음 두 항은 오일러 방정식과 나비에-스토크스 방정식을 제공한다. 더 높은 항들은 특이점을 갖는다. 원자론적 관점(볼츠만 방정식으로 대표되는)으로부터 연속체 운동 법칙으로 이어지는 제한 과정들을 수학적으로 발전시키는 문제는 힐베르트의 여섯 번째 문제(Hilbert's sixth problem)에서 한 중요한 부분을 차지한다.

## 볼츠만 방정식의 한계와 추가 활용
볼츠만 방정식은 오직 몇 가지 가정 하에서만 유효하다. 예를 들어, 입자들은 점과 같은, 즉 유한한 크기를 갖지 않는다고 가정된다. 엔스코그 방정식(Enskog equation)이라고 불리는 볼츠만 방정식의 일반화가 존재한다. 엔스코그 방정식에서 충돌 항은 입자들이 유한한 크기를 갖도록 수정되어, 예를 들어 반경이 고정된 구체들로 모델링될 수 있다.
입자들에 대해 병진 운동 외에 다른 자유도는 가정되지 않는다. 만일 내부 자유도가 있다면, 볼츠만 방정식을 일반화해야만 하며 또한 비탄성 충돌을 가질 수 있다.
액체나 고밀도 기체와 같은 많은 실제 유체들은 위에서 언급한 특징 외에도 더 복잡한 형태의 충돌을 가지며, 이차 충돌뿐만 아니라 삼차 및 고차 충돌도 있을 것이다. 이것들은 BBGKY 계층 구조(BBGKY hierarchy)를 사용하여 도출해야만 한다.
볼츠만 유사 방정식은 또한 세포들의 이동에도 사용된다. 세포들은 내부 자유도를 갖는 복합 입자들이기 때문에, 해당하는 일반화된 볼츠만 방정식은 비탄성 충돌 적분을 가져야만 한다. 이러한 방정식들은 조직 내 암 세포들의 침입, 형태형성 및 화학주성-관련 효과들을 설명할 수 있다.

## 같이 보기
- 블라소프 방정식 (Vlasov equation)
- 블라소프-프아송 방정식 (The Vlasov–Poisson equation)
- 란다우 운동학 방정식 (Landau kinetic equation)
- 포커르-플랑크 방정식
- 윌리암-볼츠만 방정식 (Williams–Boltzmann equation)
- 격자 볼츠만 방정식에서 나비에-스토크스 방정식의 유도 (Derivation of Navier–Stokes equation from LBE)
- 볼츠만 방정식에서 진스 방정식의 유도 (Derivation of Jeans equation from BE)
- 진스 정리 (Jeans's theorem)
- H-정리 (H-theorem)

## 참고 문헌
- Harris, Stewart (1971). 《An introduction to the theory of the Boltzmann equation》. Dover Books. 221쪽. ISBN 978-0-486-43831-3.. Very inexpensive introduction to the modern framework (starting from a formal deduction from Liouville and the Bogoliubov–Born–Green–Kirkwood–Yvon hierarchy (BBGKY) in which the Boltzmann equation is placed). Most statistical mechanics textbooks like Huang still treat the topic using Boltzmann's original arguments. To derive the equation, these books use a heuristic explanation that does not bring out the range of validity and the characteristic assumptions that distinguish Boltzmann's from other transport equations like Fokker–Planck or Landau equations.

- Arkeryd, Leif (1972). “On the Boltzmann equation part I: Existence”. 《Arch. Rational Mech. Anal.》 45 (1): 1–16. Bibcode:1972ArRMA..45....1A. doi:10.1007/BF00253392. S2CID 117877311.
- Arkeryd, Leif (1972). “On the Boltzmann equation part II: The full initial value problem”. 《Arch. Rational Mech. Anal.》 45 (1): 17–34. Bibcode:1972ArRMA..45...17A. doi:10.1007/BF00253393. S2CID 119481100.
- Arkeryd, Leif (1972). “On the Boltzmann equation part I: Existence”. 《Arch. Rational Mech. Anal.》 45 (1): 1–16. Bibcode:1972ArRMA..45....1A. doi:10.1007/BF00253392. S2CID 117877311.
- DiPerna, R. J.; Lions, P.-L. (1989). “On the Cauchy problem for Boltzmann equations: global existence and weak stability”. 《Ann. of Math.》. 2 130 (2): 321–366. doi:10.2307/1971423. JSTOR 1971423.